# Nissan Maxima
Nissan Maxima — седан полноразмерного класса, производящийся компанией Nissan с 1981 по 2023 (под современным названием с 1984) года.

## Северная Америка

### Первое поколение
Впервые автомобиль, носивший имя «Maxima» (код G910) был показан в 1980 году. Он являлся вторым поколением Datsun 810. Это поколение не производилось в Японии, только в Северной Америке. У машины были версии с кузовами седан и универсал. Под капотом стояли рядные шестицилиндровые моторы: бензиновый объёмом 2,4 литра или дизельный объёмом 2,9 литра. Автомобиль имел борткомпьютер с голосовым оповещением, что являлось технологией будущего для того времени. В 1981 году модель была переименована в Datsun Maxima, а в 1984 году в Nissan Maxima.

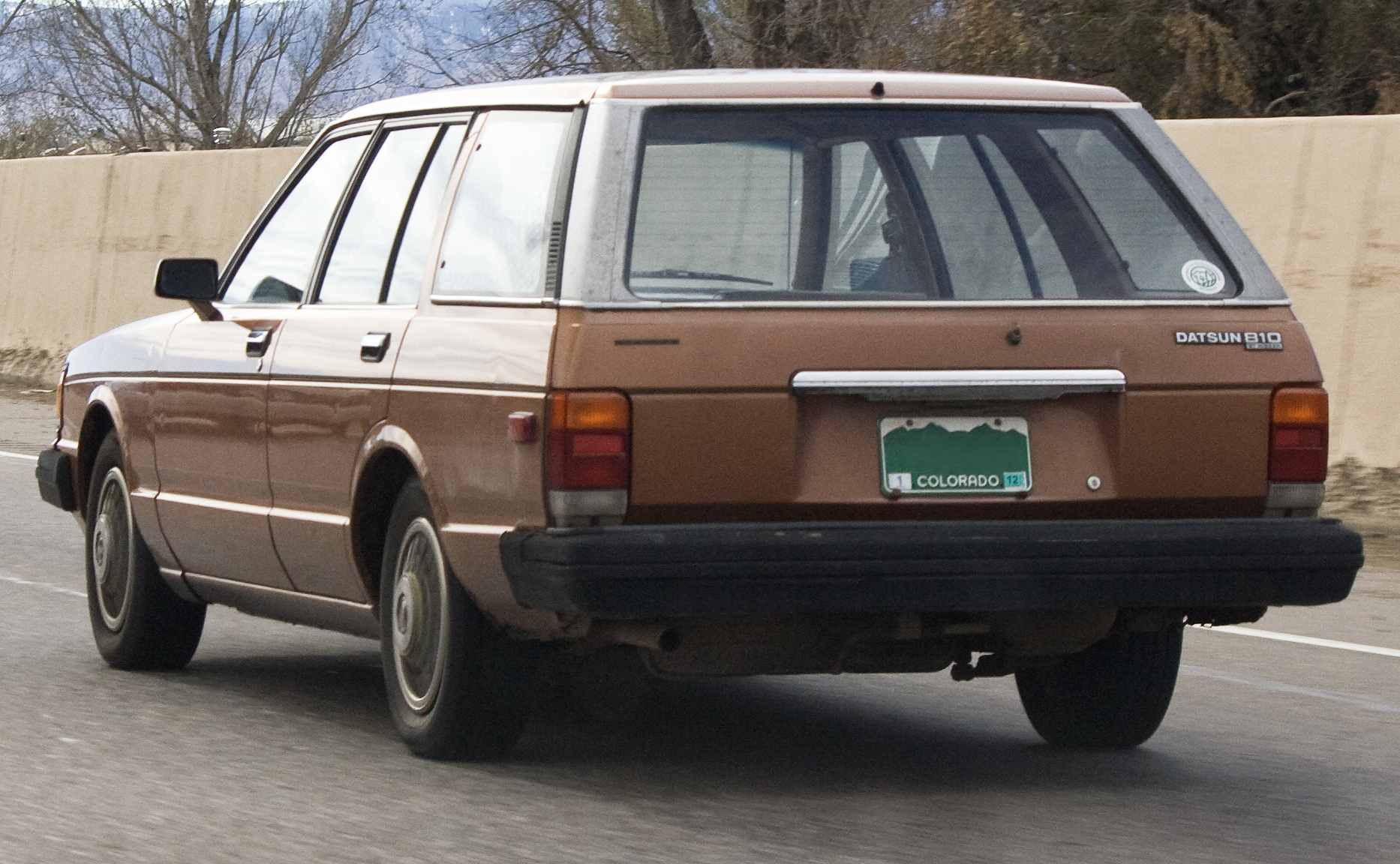
Datsun 810 (1980-1981)
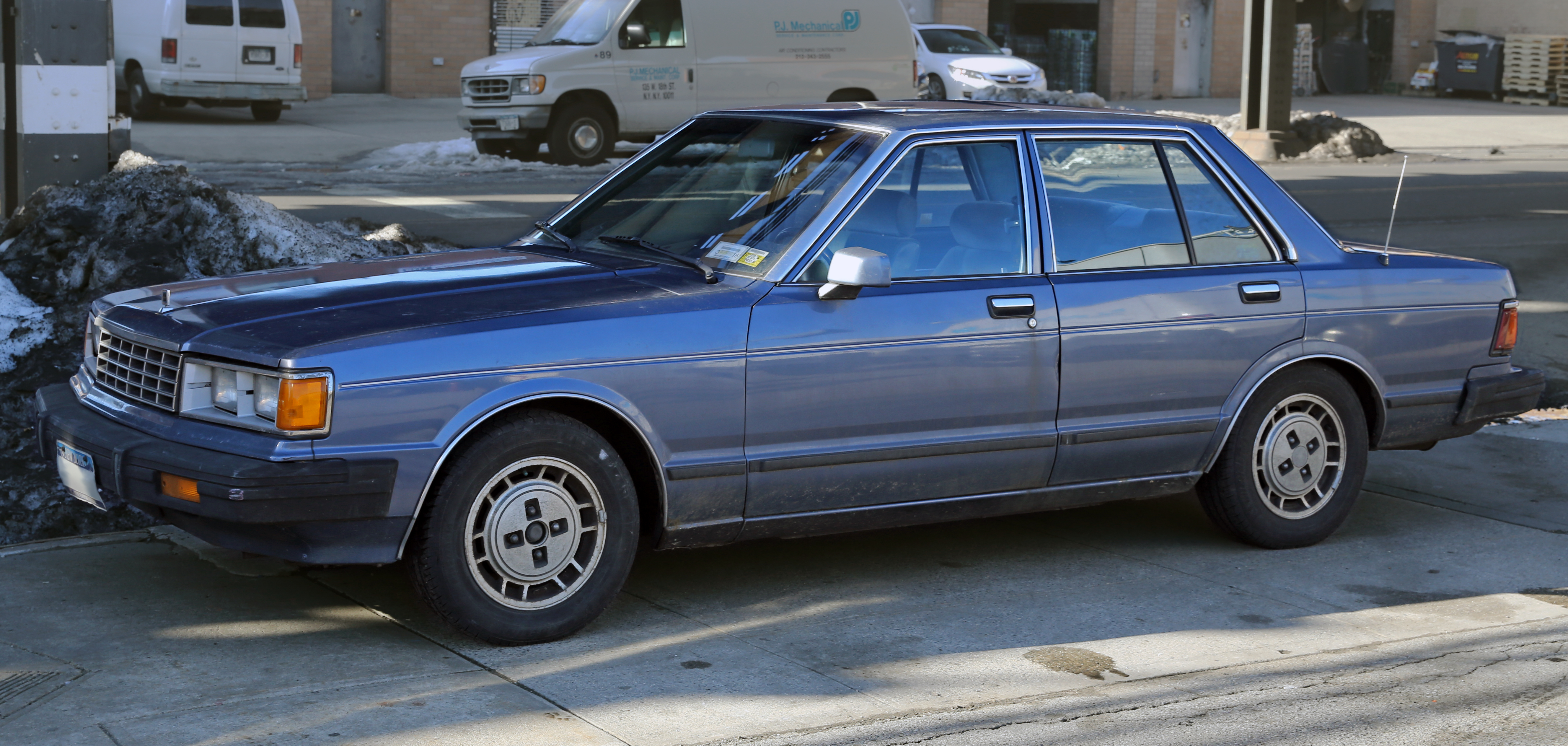
Datsun Maxima (1981-1983)
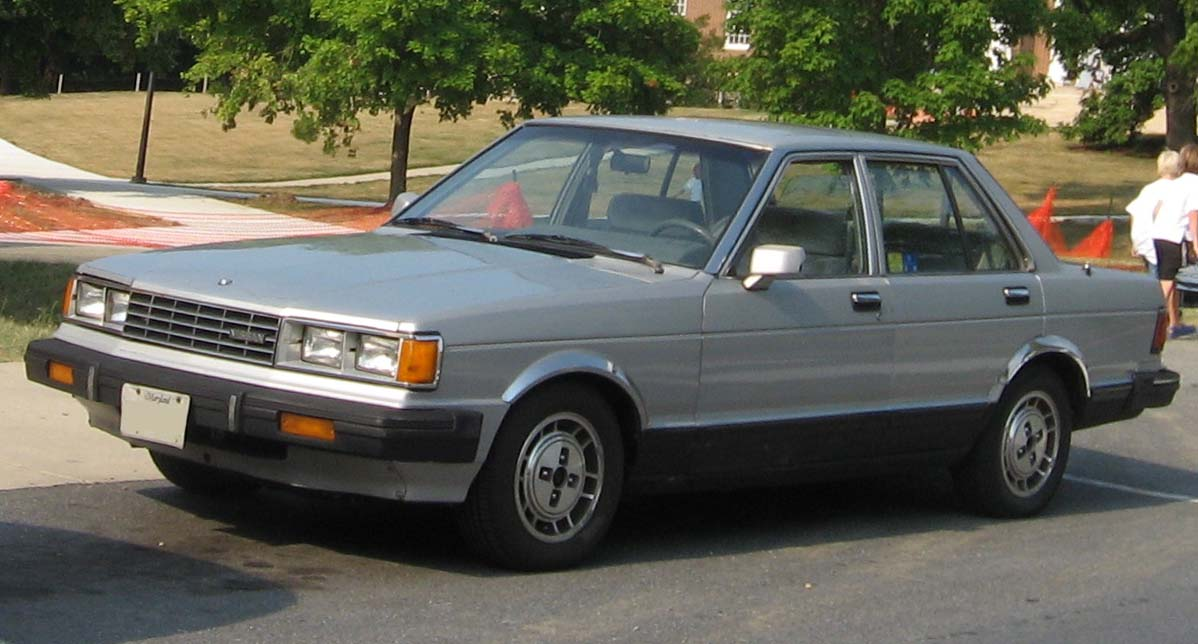
Nissan Maxima (1984)

### Второе поколение
Осенью 1984 года был показан переднеприводный Maxima второго поколения. Основан на Nissan Bluebird U11.
Двигатель:
- V6 VG30E 3.0 (117 кВт (157 л.с))

Трансмиссии:
- 5 ступ. механическая
- 4 ступ. автоматическая

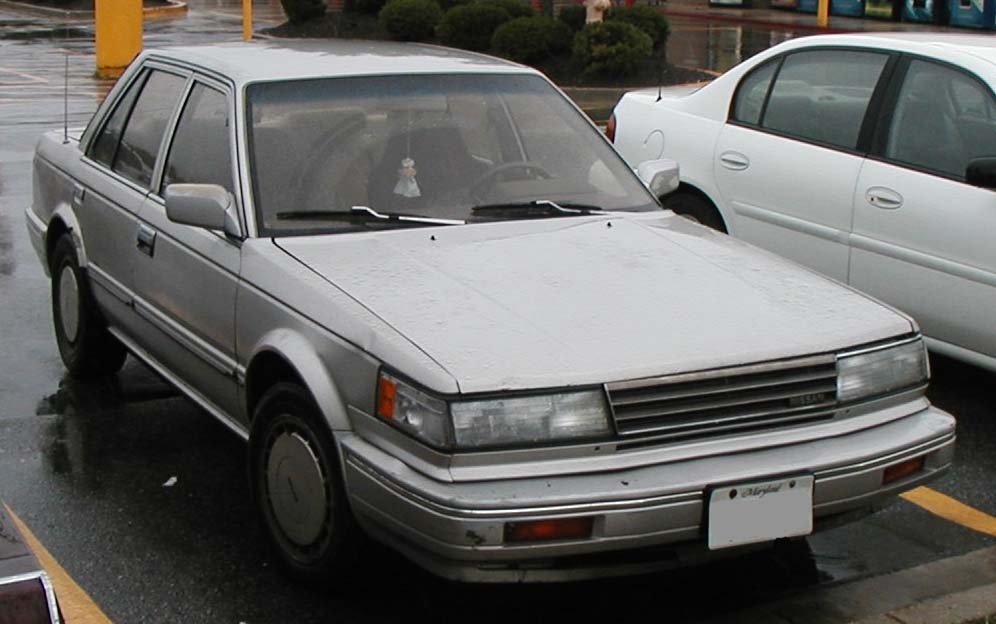
Nissan Maxima (1984-1988)
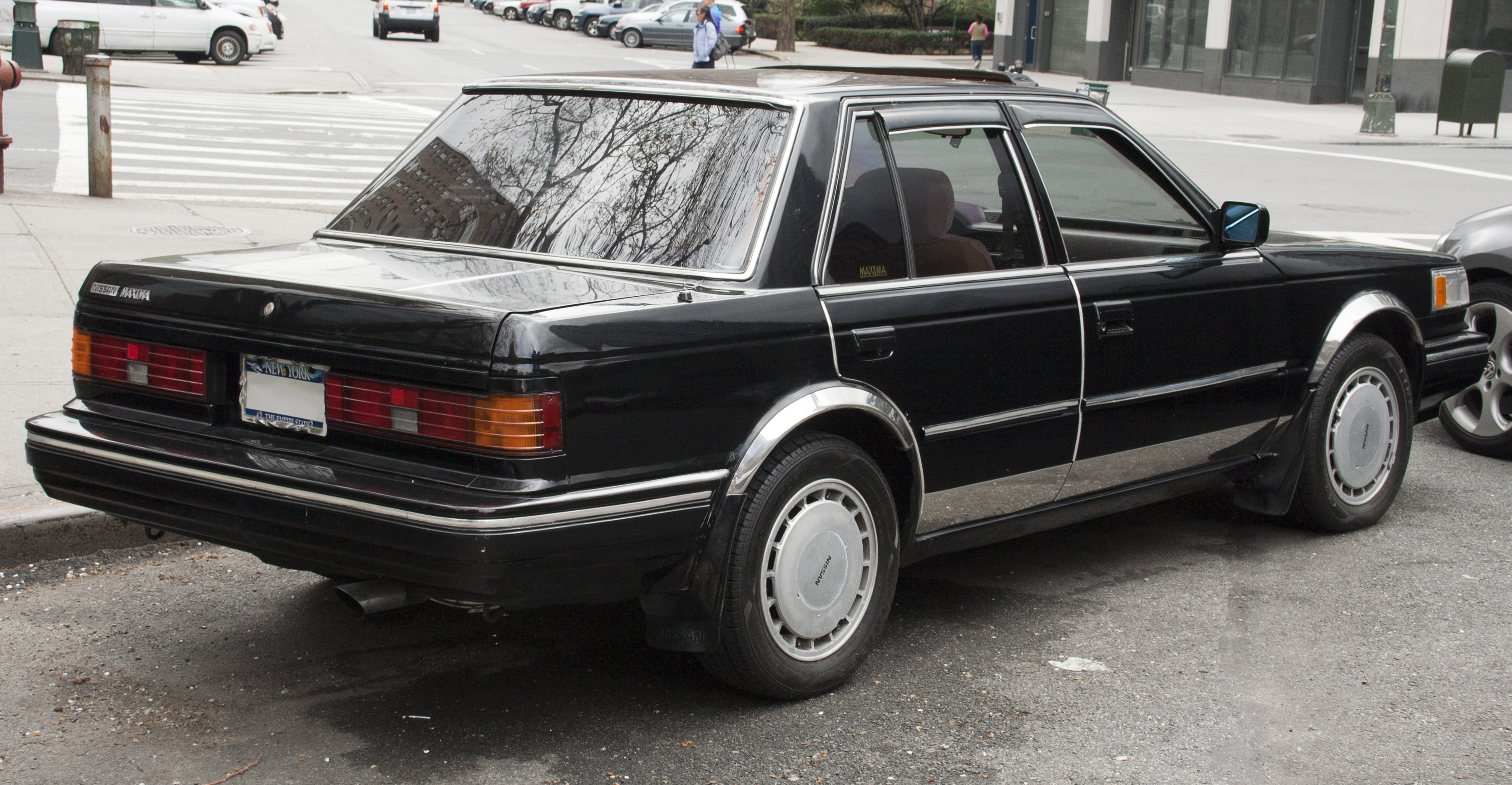
Nissan Maxima (1984-1988)

### Третье поколение
Не путать с несвязанной Infiniti J30
В 1988 году Maxima был переработан, и получил код J30, а также большие размеры. Из-за этого его отнесли к среднему классу (до этого Maxima был компактным). На рынке также имел модификацию 4-дверного спортивного автомобиля (4DSC). Это поколение кратковременно продавалось в Японии, временно заменив Nissan Leopard.
Двигатель (1992—1994):
- VE30DE 3.0 (142 кВт (190 л.с))

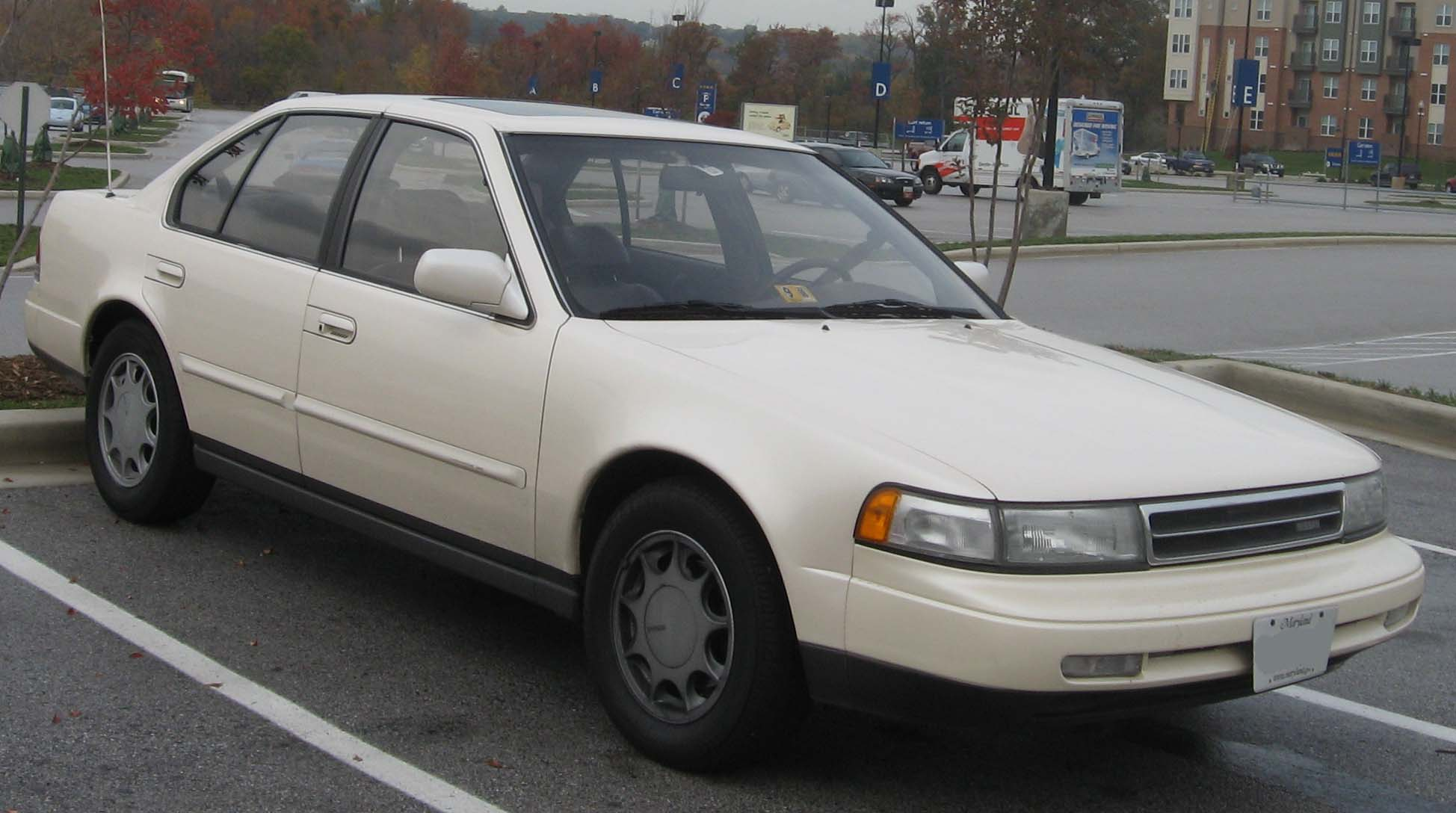
Nissan Maxima (1988-1991)
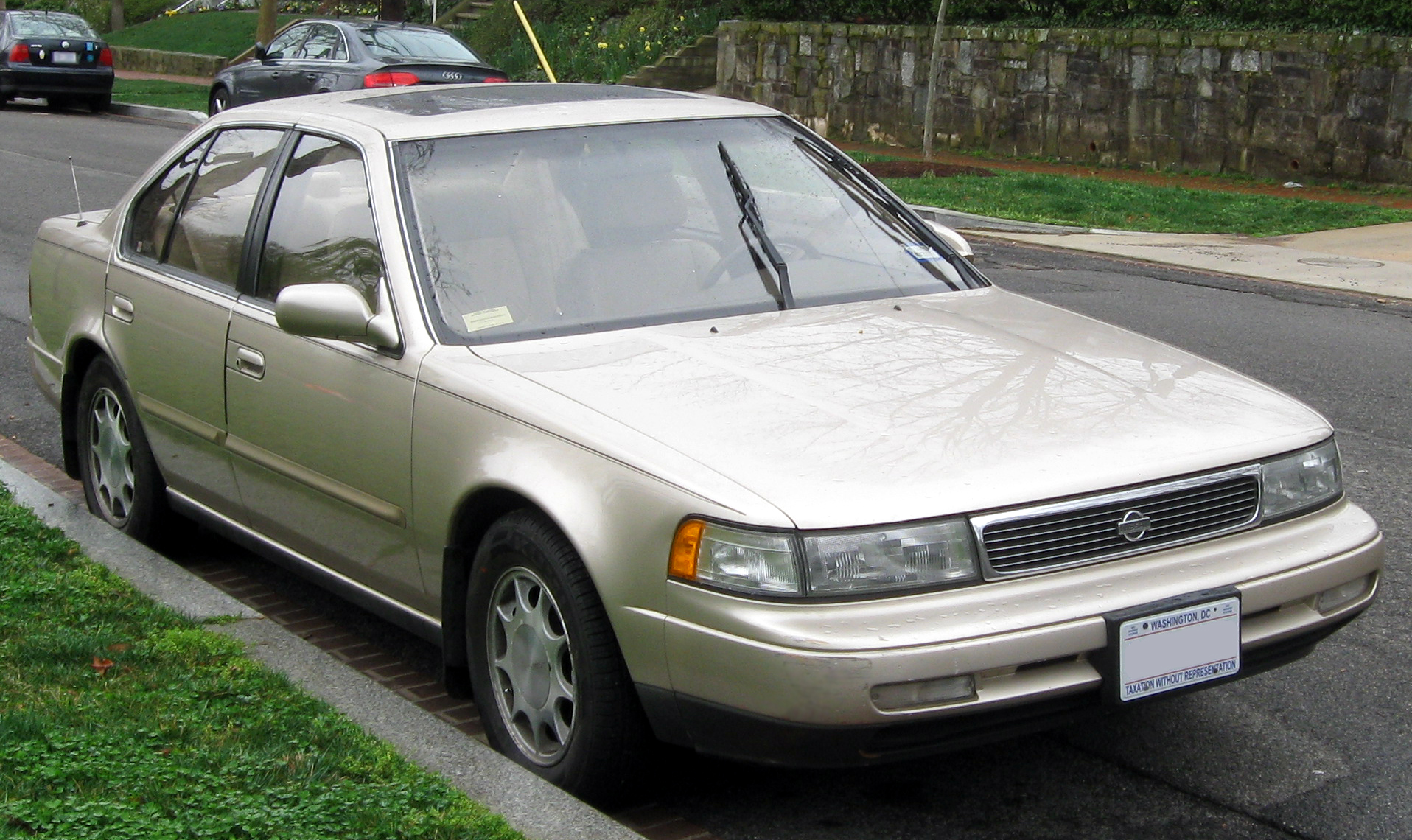
Nissan Maxima (1991-1994)

### Четвёртое поколение
Четвёртое поколение было разработано ещё за три года до своего появления в 1994 году. Это поколение является первым имеющим код A(32).
Двигатель:
- VQ30DE (141 кВт (190 л.с))

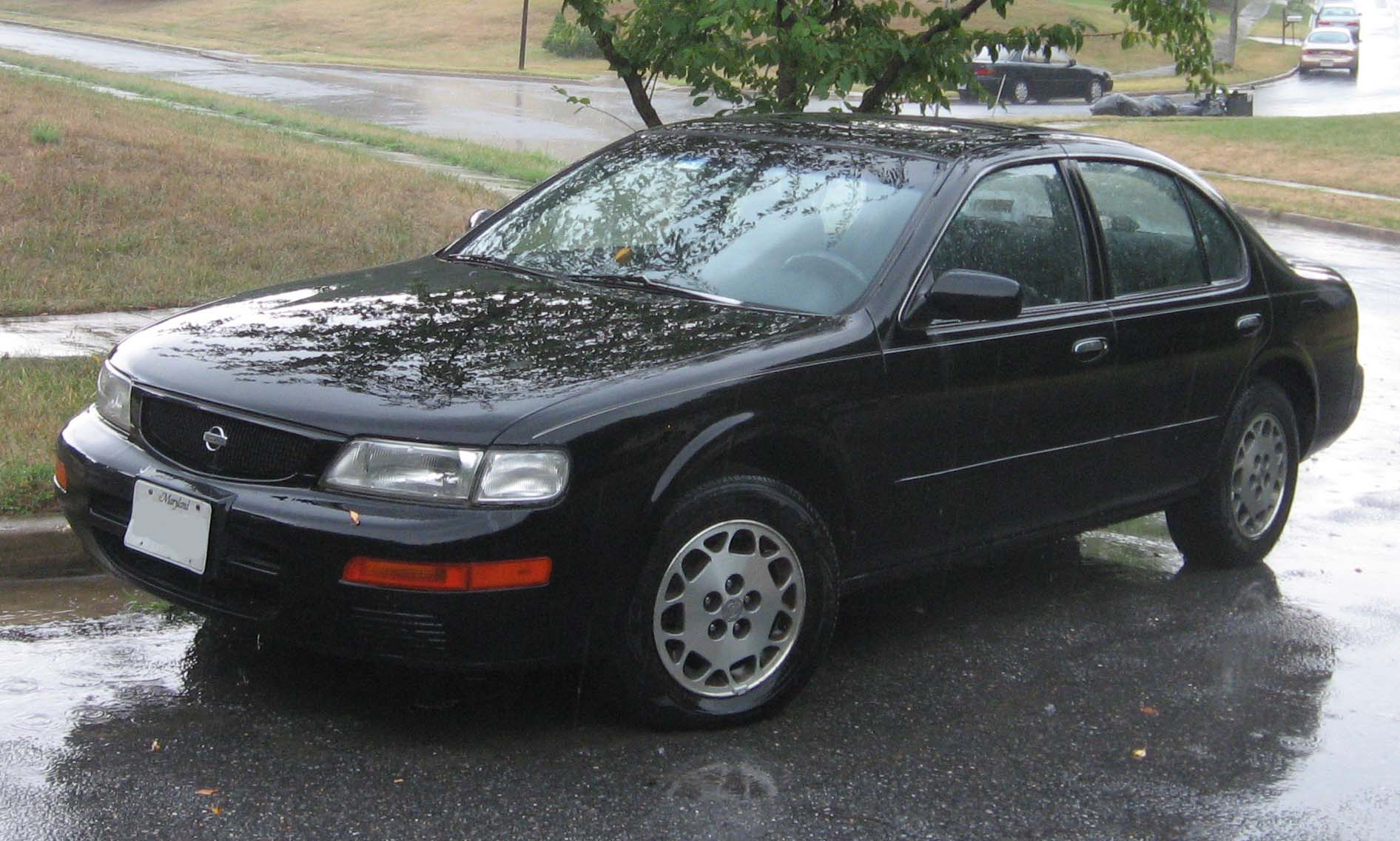
Nissan Maxima (1994-1997)
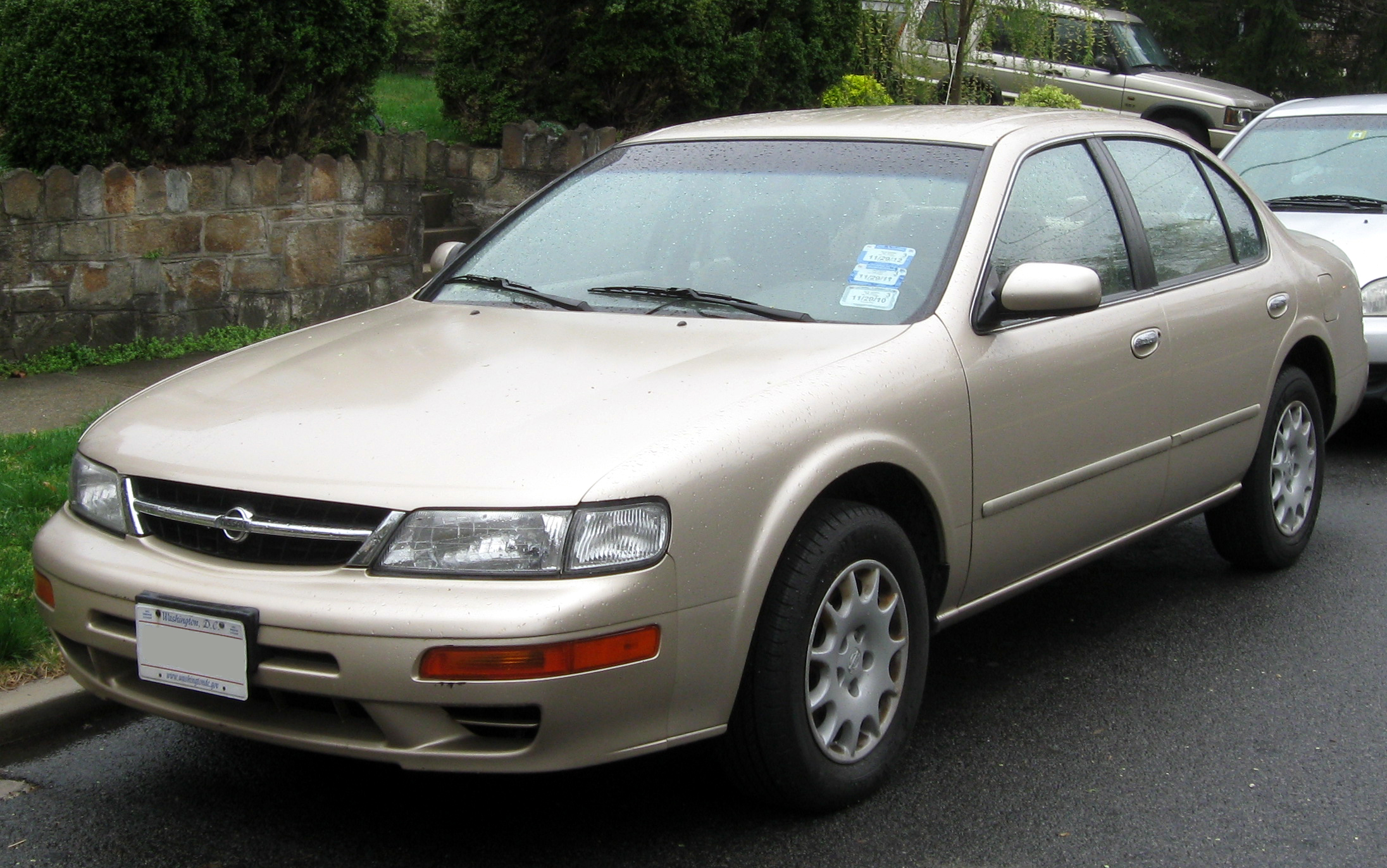
Nissan Maxima (1997-1999)

### Пятое поколение
Представленный в мае 1999 года Maxima с кодом A33 был обновлением предыдущего поколения. Данное поколение было использовано для Infiniti I30. Вариант 2001 года (рестайлинг) имел модификацию SE в честь 20-летия Maxim'ы.
Двигатель (1999—2001):
- V6 VQ30DE 3.0 (166 кВт (227 л.с))

(2001—2003):
- VQ35DE 3.5 (190 кВт (255 л.с))

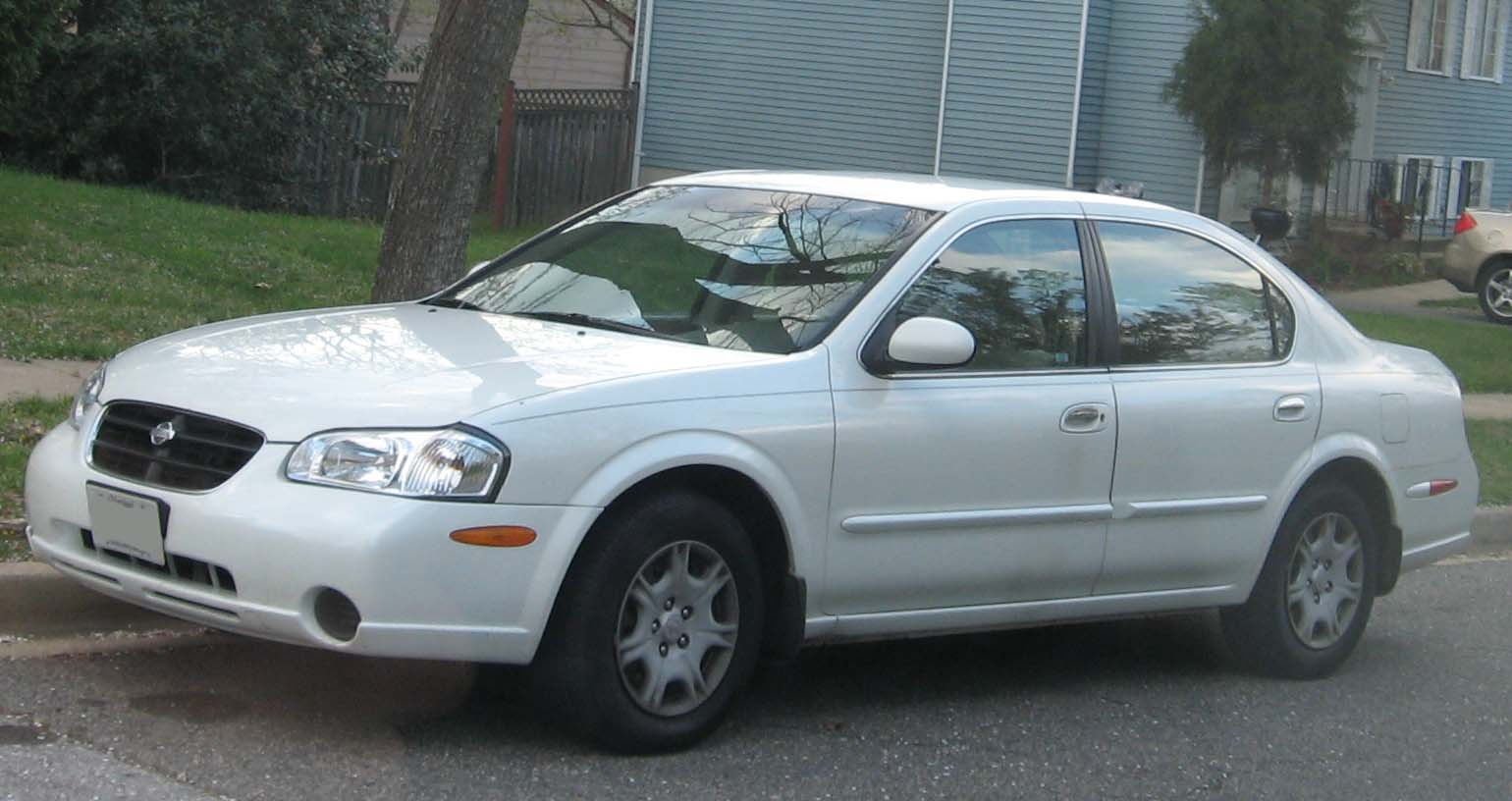
Nissan Maxima (1999-2001)
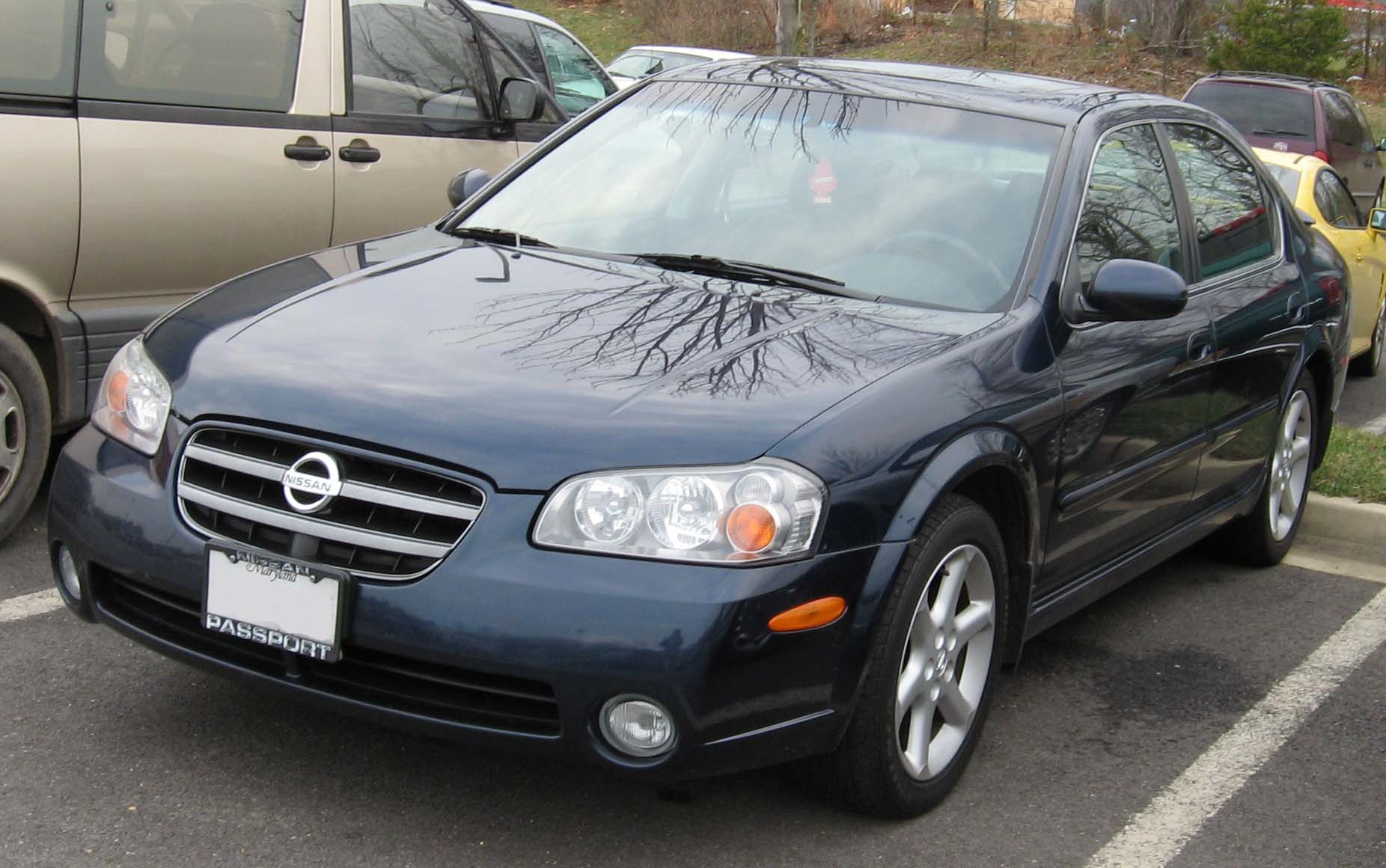
Nissan Maxima (2001-2003)

### Шестое поколение
Maxima шестого поколения (A34) продавался только США, Канаде и Мексике. Его продажи начались 17 мая 2004 года, в то время как производство началось в сентябре 2003 года. В сентябре 2006 года был проведён рестайлинг модели, в результате которого Maxima стал доступен с трансмиссией Xitronic CVT, продавать рестайлинговые модели начали в начале 2007 года. С этим поколением Maxim'у отнесли к полноразмерным автомобилям.
Двигатель:
- VQ35DE V6 (198 кВт (265 л.с))

Трансмиссия:
- 6-ступ. механическая
- 4/5 ступ. автоматическая
- Xitronic CVT (с 2007)

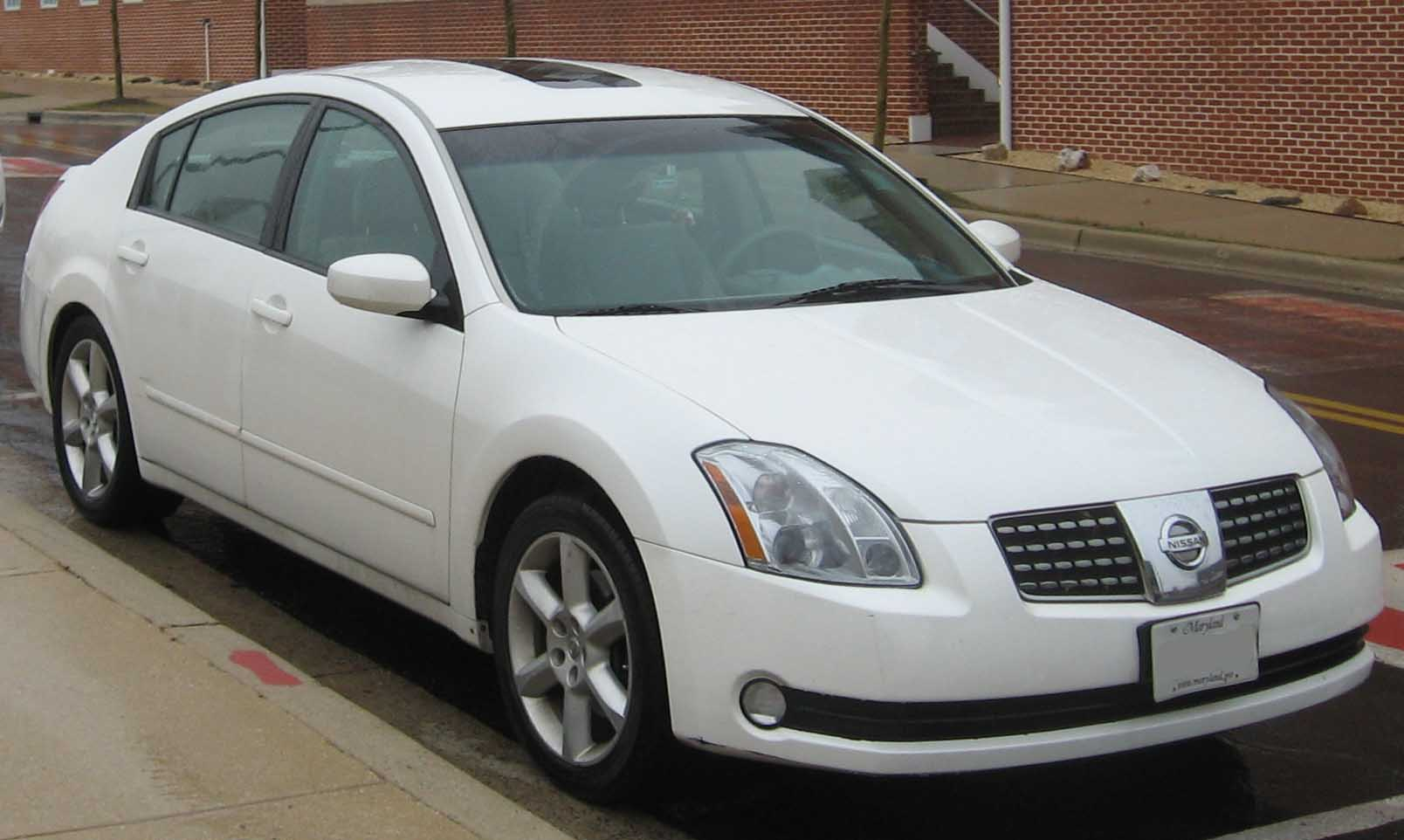
Nissan Maxima (2003-2006)
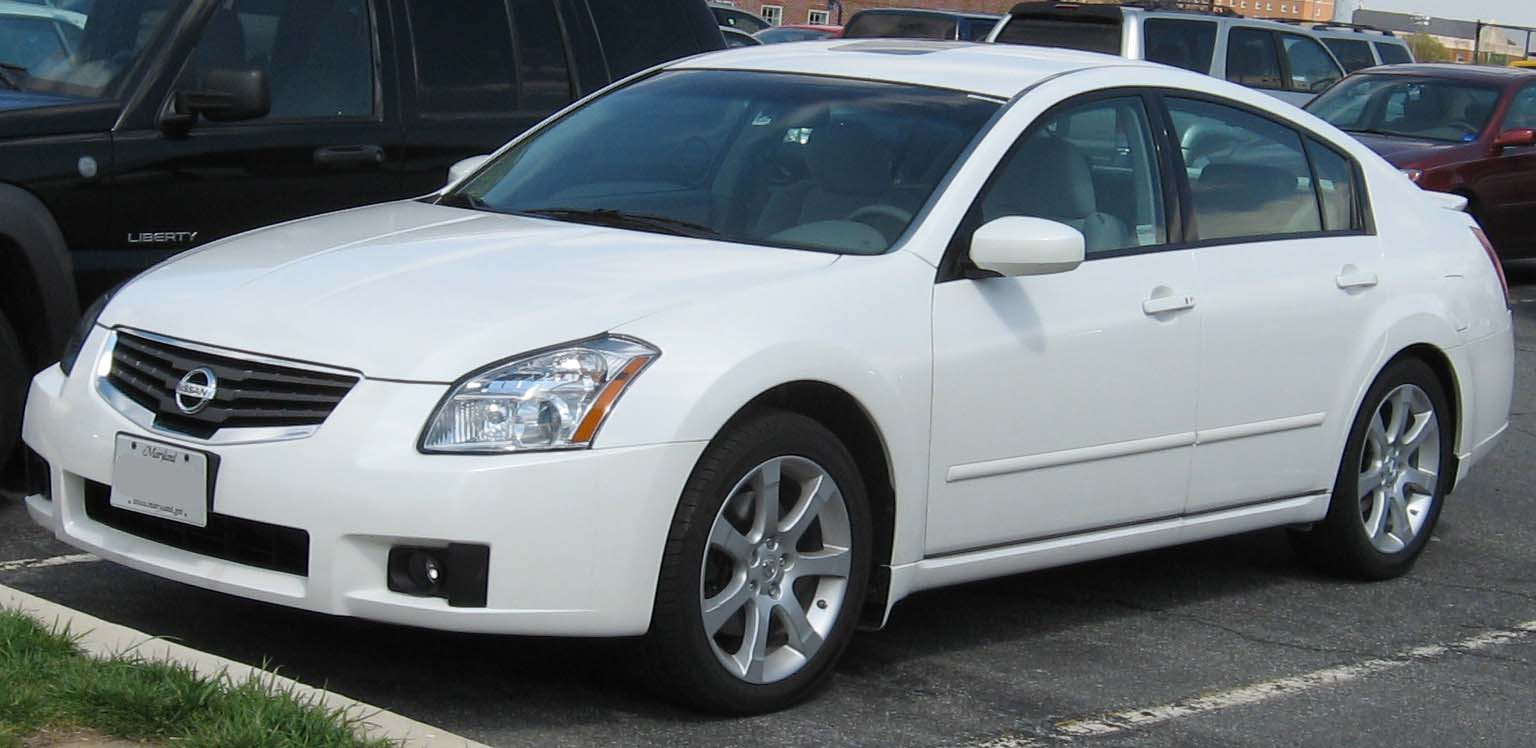
Nissan Maxima (2006-2008)

### Седьмое поколение
Весной 2008 года Maxima был переработан, и дебютировал на Нью-Йоркском автосалоне с кодом A35 в марте 2008 года. Данное поколение построено на платформе Nissan D. Дизайн напоминает автомобили Infiniti I и M. В 2012 году Nissan Maxima прошёл рестайлинг, изменился только дизайн, вид спереди и сзади от первоначальной версии (2008—2012 годов) ничем не отличался.
Двигатель:
- VQ35DE (216 кВт (290 л.с))

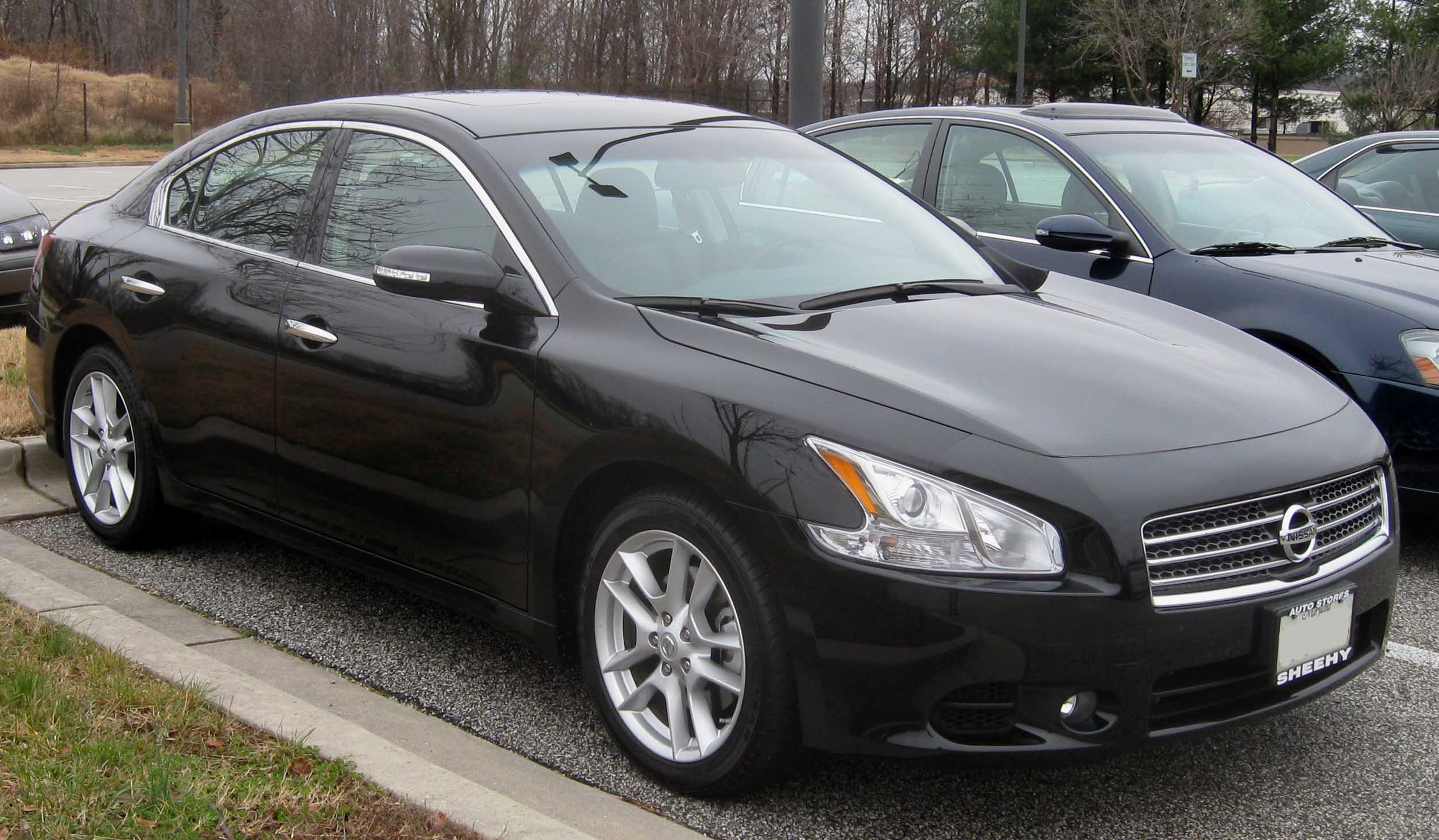
Nissan Maxima (2008-2012)
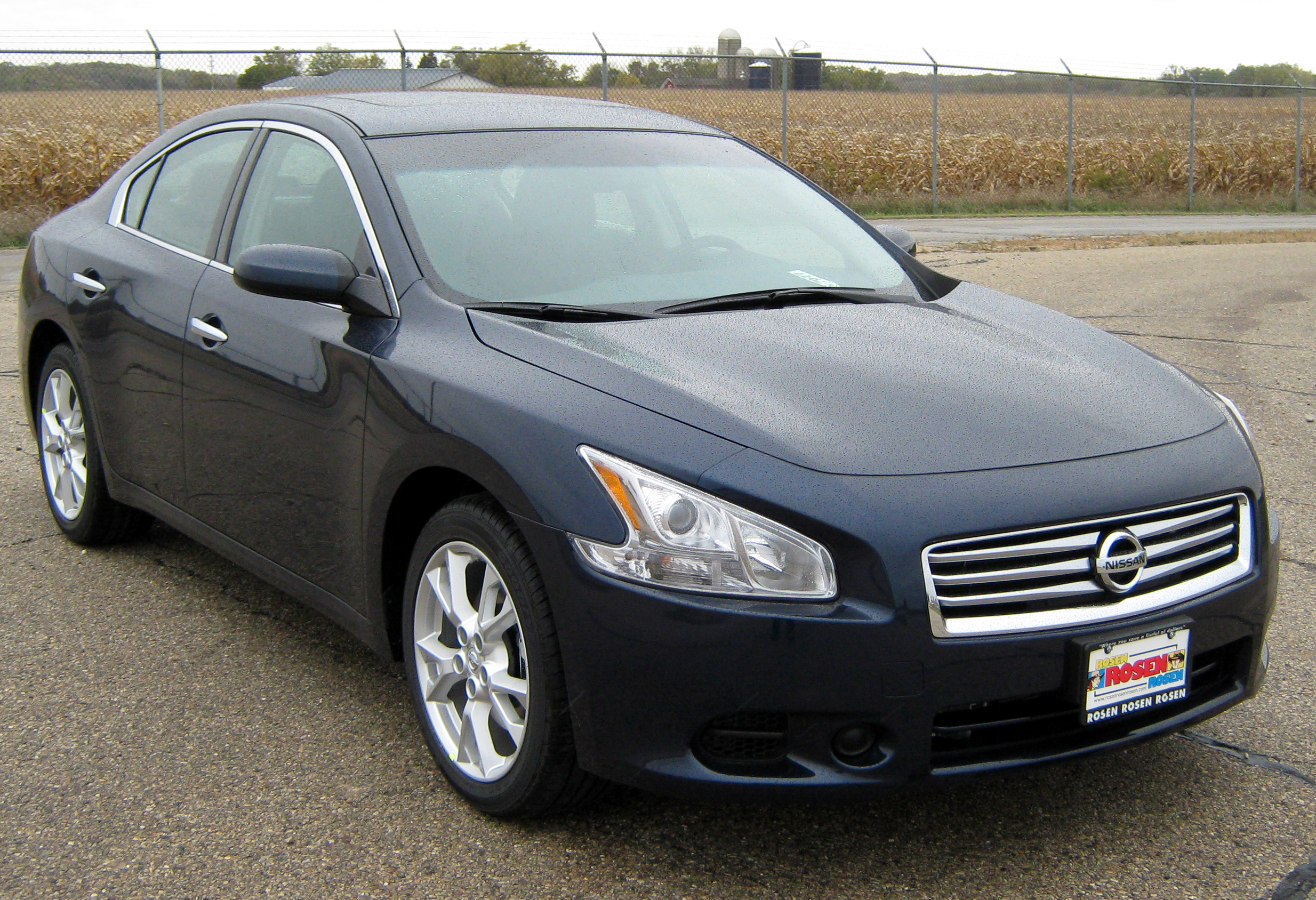
Nissan Maxima (2012-2015)

### Восьмое поколение
В феврале 2015 года стартовали продажи восьмого поколения Nissan Maxima с кодом A36. Автомобиль был представлен в Китае. В 2019 году был произведён рестайлинг автомобиля.
Двигатель:
- VQ35DE (224 кВт (300 л.с))

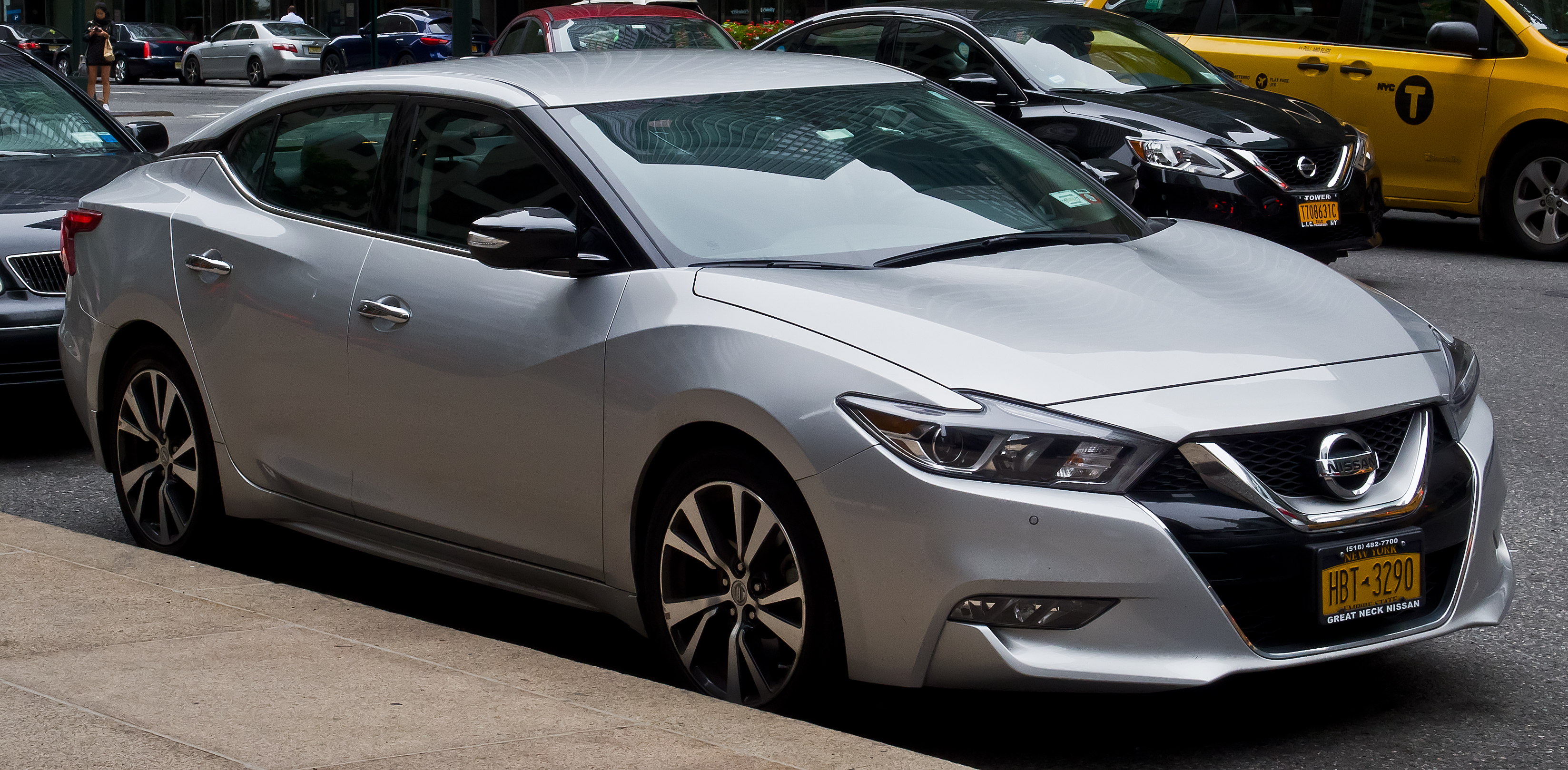
Nissan Maxima (2015-2018)
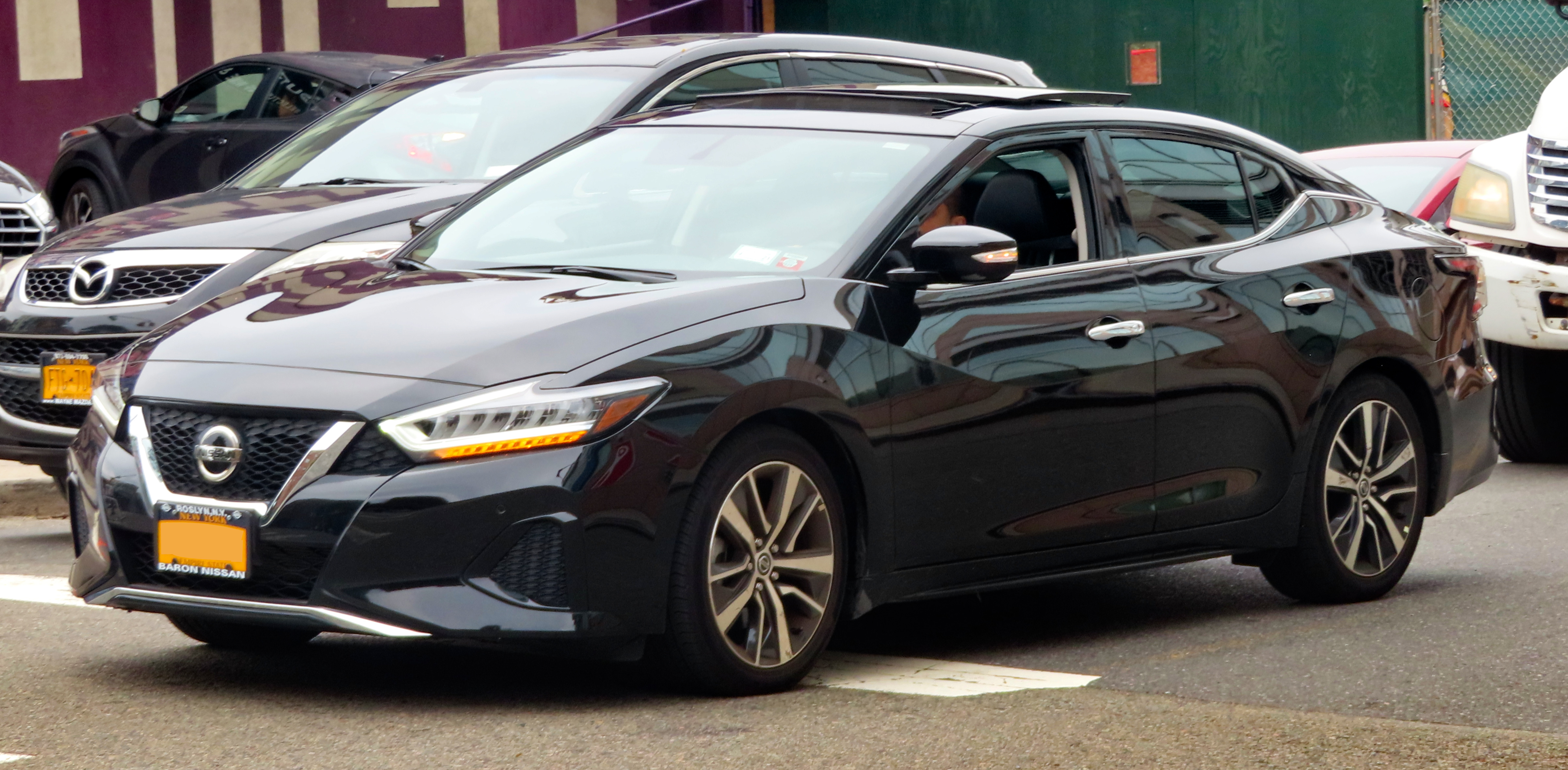
Nissan Maxima (с 2019)

## Другие рынки
На некоторых рынках модели Nissan имели название Maxima. Примеры:

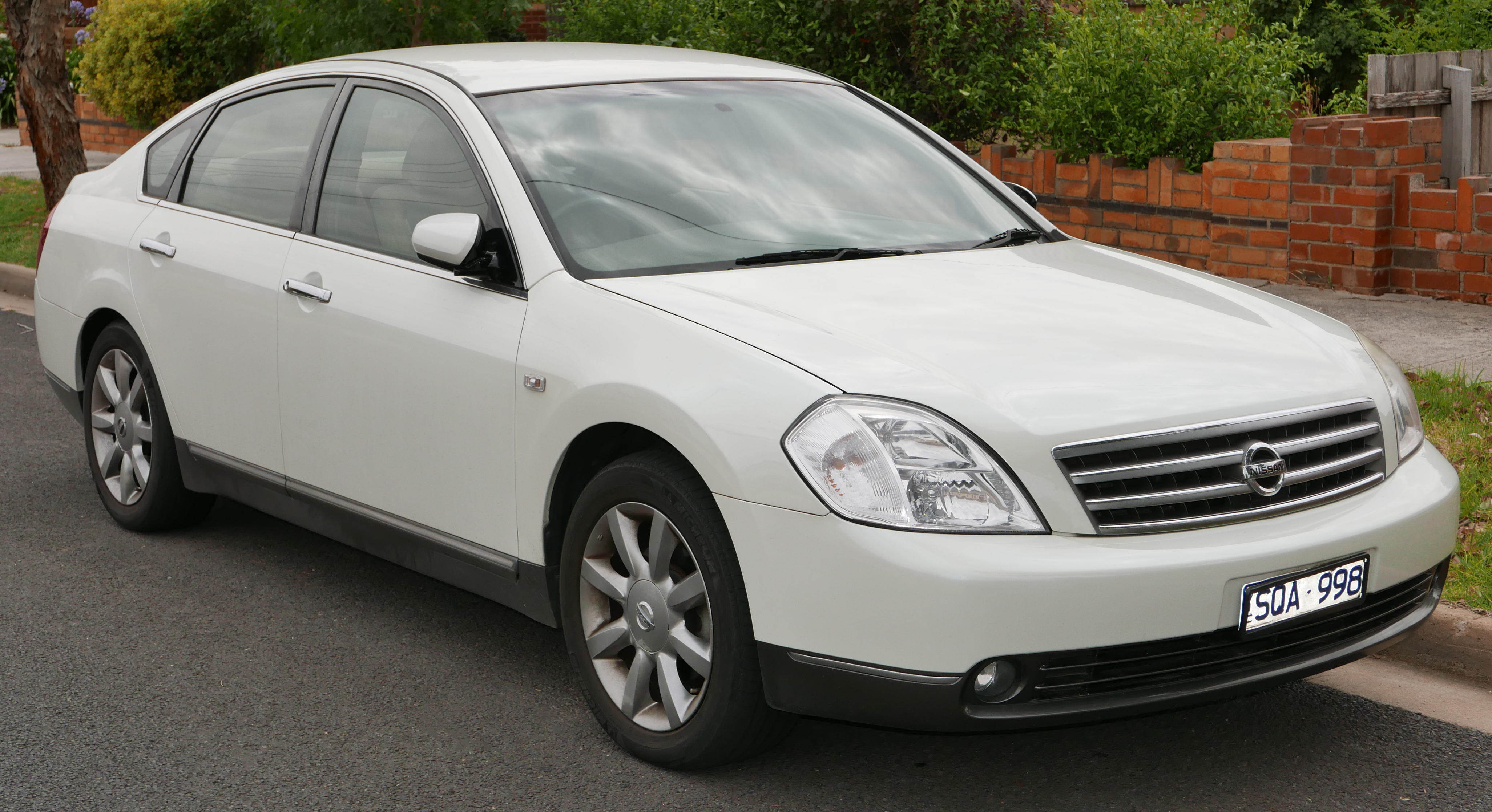
Nissan Maxima с кодом J31 выпускался с 2003 по 2008 годы
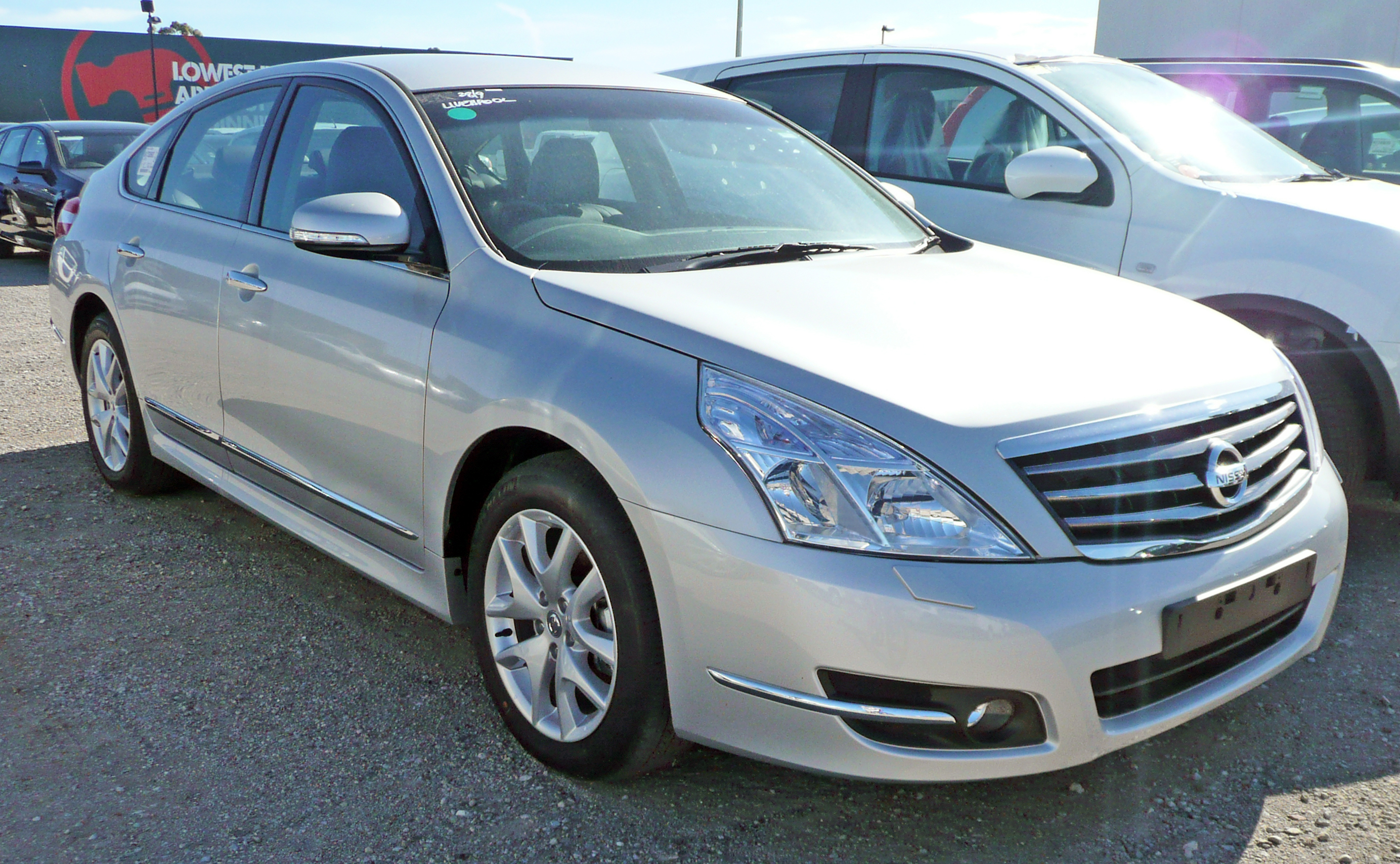
Nissan Maxima с кодом J32 выпускался с 2008 по 2015 годы
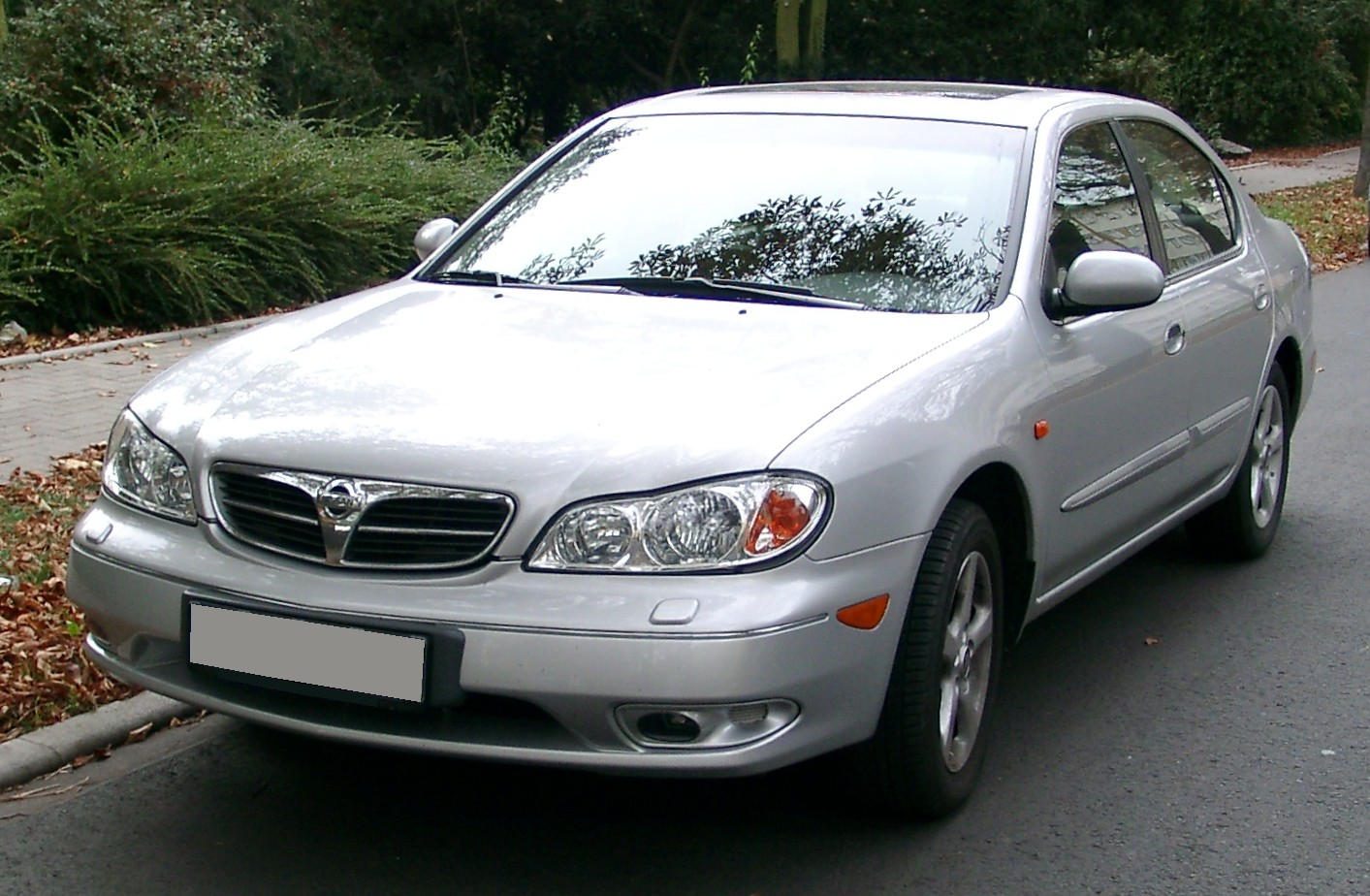
Европейский A33 (Cefiro)